# CD Lalín
Club Deportivo Lalín – hiszpański klub piłkarski, grający w Preferente, mający siedzibę w mieście Lalín.

## Sezony
- 6 sezony w Segunda División B
- 24 sezonów w Tercera División

## Byli piłkarze
- Martin Wolfswinkel
- Luis César
- Samuel Mendes
- Jonathan Centeno